# Eudaimonisma
Eudaimonisma is een geslacht van vlinders van de familie van de grasmotten (Crambidae), uit de onderfamilie van de Spilomelinae. De wetenschappelijke naam voor dit geslacht is voor het eerst gepubliceerd in 1902 door Thomas Pennington Lucas. 
Dit geslacht is monotypisch, dat wil zeggen dat het maar één soort heeft namelijk Eudaimonisma batchelorella T. P. Lucas, 1902 uit Australië.